# 普通合伙
普通合伙是一种合伙制企业。

## 運作規則
所有合伙人為企業提供勞務和资金，在承擔无限责任下共同負擔盈虧。。